# Nikolai Nesterow
Nikolai Nesterow (russisch Николай Нестеров; * 16. Februar 1981) ist ein ehemaliger russischer Tennisspieler.

## Karriere
Nesterow begann 2005 Tennisturniere primär auf der ITF Future Tour zu spielen, wobei er fast nur im Doppel antrat. Im Einzel gewann er so gut wie kein Match und konnte sich nur dreimal in der Tennisweltrangliste platzieren.
2007 spielte er lange Zeit mit Óscar Burrieza López Doppel, mit dem er unter anderem das Halbfinale beim Challenger in Tunis erreichte. Ende des Jahres stand er in den Top 500 der Welt. 2008 schaffte der Russe eine weitere Steigerung und kam bis auf Platz 341, seinen Karrierehöchstwert in der Rangliste. Trotz einiger Finalteilnahmen bei Futures, gelang ihm bis dahin jedoch noch kein Titel. Dies gelang ihm 2009 und 2011, als er im Ranking schon außerhalb der Top 600 gefallen war. Einziger Auftritt und Höhepunkt seiner Karriere wurde 2011 das Nachrücken als Alternate ins Doppel-Hauptfeld des Masters in Madrid. Dort schied er mit Sergio Pérez Pérez in der ersten Runde aus. Wenige Monate später beendete Nesterow seine aktive Karriere.